# Tatort: Pechmarie
Pechmarie ist ein Fernsehfilm aus der Kriminalreihe Tatort. Der vom Westdeutschen Rundfunk unter der Regie von Hendrik Handloegten produzierte Film wurde am 19. März 2006 im Ersten Programm der ARD ausgestrahlt. Es ist der 34. Fall des Kölner Ermittler-Teams Ballauf und Schenk und die 625. Tatortfolge.

## Handlung
Auf einem Hotelparkplatz wollen zwei Unbekannte spät abends einen Juwelenhändler berauben, doch dann eskaliert der Überfall. Nachdem der Juwelier Colb einem der Täter ins Bein schießt, wird er von diesem erschossen. Marie, die zweite Täterin, flieht mit der Beute auf einem Motorrad und lässt ihren verletzten Kumpan zurück.
Die Kommissare Ballauf und Schenk werden zum Tatort gerufen und sehen sich als Erstes die Überwachungsbänder an. Ballauf meint, unter den maskierten Tätern eindeutig eine Frau zu erkennen. Auch der Gerichtsmediziner Dr. Roth wurde benachrichtigt, erscheint allerdings missgelaunt, da man ihn aus einem erfolgversprechenden Spiel aus dem Casino geholt hat. Zügig beendet er seine Arbeit und steigt wieder in sein Auto. Dort erwartet ihn der angeschossene Räuber und zwingt ihn, sich um seine Wunde zu kümmern.
Unterdessen treffen Ballauf und Schenk auf die Hotelangestellte Julia Hirsch, die schuldbewusst eingesteht, dass sie im Urlaub mit einer Marie Menke und deren Freund Heiner Wolff darüber gesprochen hatte, dass regelmäßig ein Juwelier zu ihnen ins Hotel käme, um sich mit Gästen zu treffen, die Schmuck und Juwelen von ihm kaufen würden. Somit konzentriert sich die Suche der Beamten auf diese beiden Personen. Zurück im Präsidium will Ballauf mit Dr. Roth sprechen, den er gefesselt in seinen Untersuchungsräumen vorfindet. Der Räuber hat Roths Anzug und dessen Brieftasche an sich genommen. Seiner Meinung nach wird er versuchen, sich Schmerzmittel zu besorgen.
Die Ermittler suchen Sophie Menke, die Schwester von Marie Menke, auf, die in Köln wohnt und vor kurzem aus Amerika zurückgekommen ist. Entsprechend frisch eingeräumt wirkt deren Wohnung auch. Sie gibt an, gerade kein gutes Verhältnis zu ihrer Schwester zu haben. Verwundert sind die Kommissare, als ihr Verlobter Antonio erscheint und sie diesen nicht sehen möchte. Angeblich hätte sie ihre Beziehung beendet, was er wohl nicht so einfach hinnehmen will.
Ballauf beauftragt einen stadtbekannten Hehler, umgehend die Polizei zu benachrichtigen, falls ihm von den gestohlenen Juwelen welche angeboten werden sollten. Schenk kümmert sich unterdessen um Sophie Menke, die von Heiner Wolff angerufen wurde. Da sie sich bedroht fühlt, bleibt Schenk bei ihr und hilft ihr, die Wohnung wohnlich herzurichten.
Am nächsten Tag wird eine Frauenleiche am Rheinufer angeschwemmt. Diese wird von Sophie zweifelsfrei als ihre Schwester Marie Menke identifiziert. Dr. Roth stellt dabei fest, dass sie schon tot war, als sie in den Fluss geworfen wurde. Ein Genickbruch ist die wahrscheinliche Todesursache. Ballauf und Schenk vermuten, dass der flüchtige Heiner Wolff für ihren Tod verantwortlich sein dürfte, und forcieren die Suche nach dem Mann.
Eine Zeugin hatte in der Nacht des Überfalls einen roten Toyota gesehen, der gegen eine abgestellte Baumaschine geprallt und dann aber einfach weitergefahren sei. Als Schenk das Auto zufällig am Straßenrand stehen sieht, lässt er es untersuchen. Offensichtlich ist damit die Leiche zum Rhein transportiert worden. Der Halter ist der Schauspiellehrer Christof Rüter, der angibt, dass der Wagen ihm gestohlen wurde. Er war in der Vergangenheit mit Marie Menke befreundet gewesen und gibt an, sie aus den Augen verloren zu haben. Vor kurzen sei sie jedoch bei ihm gewesen und habe sich sein Auto geliehen, es aber nicht zurückgebracht. Deshalb hätte er es als gestohlen gemeldet.
Sophie wird weiterhin von Ballauf und Schenk gut bewacht, da sie hoffen, dass Heiner Wolff sie kontaktiert und sie auf diesem Weg eine Spur zu ihm bekommen. Das erweist sich als richtig, denn es dauert nicht lange und Wolff erscheint tatsächlich in Menkes Wohnung. Zu Schenks Überraschung begrüßt er sie mit den Worten „Hallo Marie“. Wolff bringt den Kommissar und Marie in seine Gewalt und will von ihr die Juwelen, die sie mitgenommen hatte, als sie ihn nach dem Überfall zurückließ. So erfährt Schenk, dass Sophie in Wirklichkeit Marie ist, die sich für ihre Schwester ausgegeben hat. Sie hat ihre Schwester nicht umgebracht, sondern diese ist unglücklich gestürzt, als sie ihr beim Streichen der Decke helfen wollte.
Inzwischen findet auch Ballauf heraus, dass Marie mit ihrer Schwester Sophie die Rollen getauscht hat. Dies erklärt auch, warum sie „ihren“ Verlobten Antonio so plötzlich nicht mehr sehen wollte: Dieser hätte den Schwindel natürlich sofort erkannt. Nachdem Schenk auf Ballaufs Anruf nicht reagiert, ahnt dieser, dass da etwas nicht stimmt. Zusammen mit Hauptmeister Heinz Obst macht er sich auf die Suche nach seinem Kollegen, und es gelingt ihnen, Heiner Wolff zu überwältigen und auch die Juwelen zu sichern, die Marie im Grab ihrer Schwester versteckt hatte.

## Hintergrund
Pechmarie wurde von Colonia Media im Auftrag des WDR  produziert. Die Dreharbeiten erfolgten vom 22. Februar bis zum 23. März 2005 unter den Arbeitstiteln Juwelen, Pechmarie und Goldsophie und Nebelloch in Köln und Umgebung.

## Rezeption

### Einschaltquoten
Bei seiner Erstausstrahlung am 19. März 2006 wurde die Folge Pechmarie in Deutschland von 9,32 Millionen Zuschauer gesehen, was einem Marktanteil von 24,90 Prozent entsprach.

### Kritiken
Die Kritiker der Fernsehzeitschrift TV Spielfilm urteilten: „Die Auflösung liegt schnell in der Luft, aber skurrile Typen und die visuelle Umsetzung überzeugen.“ Das Fazit lautete: „Kurzweiliger Köln-Krimi in frischer Optik“

„Den Film 'Pechmarie' darf man getrost zu den besten Krimis aus Köln zählen. Ganz richtig stellt Hauptdarsteller Klaus J. Behrendt fest, dass der Film 'auf bemerkenswerte Weise' Handloegtens Handschrift trage: 'So habe ich uns noch nie gesehen'.“

### Trivia
- Nach zweijähriger Pause fährt Freddy Schenk hier mal wieder einen großen US-amerikanischen Wagen, nämlich einen Cadillac Seville der 1. Generation (1975–79).

- Maria/Sophie Menke verrät sich bereits deutlich früher: Ballauf fragt sie in ihrer Wohnung, von wem das Lied sei, das gerade läuft. Sie erwidert selbstsicher, es sei von Rossini. Tatsächlich handelt es sich bei dem Lied jedoch unverkennbar um die bekannte Arie „Nessun dorma“ aus Puccinis Oper Turandot, was sie als angebliche Orchestermusikerin wohl durchaus hätte wissen müssen. Ballauf jedoch lässt sich erfolgreich täuschen und schöpft hier zunächst keinen Verdacht. Erst später fällt der Bluff auf, als Franziska Lüttgenjohann das Lied im Büro hört, Ballauf mit seinem vermeintlichen neu erlangten Wissen prahlen will und Lüttgenjohann ihn berichtigt, dass es sich um Puccini handelt und nicht um Rossini, was der ebenfalls anwesende Antonio Bartolini ebenfalls bestätigt.

- Schenk befürchtet während der Folge mehrfach, sich bei seinem Patenkind mit Scharlach angesteckt zu haben und gibt immer wieder an, sich krank zu fühlen. Im Aushang von Christof Rüters Theater wird passend dazu die Aufführung von Molières Stück „Der eingebildete Kranke“ beworben. Zuletzt stellt sich jedoch heraus, dass Schenk sich offenbar wirklich angesteckt hat.